# Ferocactus johnstonianus
Ferocactus johnstonianus är en kaktusväxtart som beskrevs av Nathaniel Lord Britton och Joseph Nelson Rose. Ferocactus johnstonianus ingår i släktet Ferocactus och familjen kaktusväxter. Inga underarter finns listade i Catalogue of Life.